# Río Gándara
El río Gándara, también conocido como río Soba, es un curso fluvial situado en el norte de España, en la cornisa cantábrica, que discurre íntegramente por la zona oriental de la comunidad autónoma de Cantabria y desemboca en el río Asón. 
En sus aguas se practica la pesca de trucha. En su nacimiento existe un criadero de esta especie de pez, situado en la edificación que también albergó un molino harinero.

## Curso
El nombre de Gándara viene por el topónimo del llano donde nace, conocido como La Gándara, debajo de la peña de Becerral, gran farallón de caliza. Sigue su curso de oeste a este hasta llegar al puente de Bollén y Regules, donde cambia de dirección hacia el norte y poco después retoma la dirección oeste este. Se estrecha en algunos tramos donde encuentra montañas muy elevadas y a veces se ve forzado a precipitarse desde alturas considerables. Tras 18 km de recorrido, se une al río Asón a la altura de Ramales de la Victoria.
Sus principales afluentes son los ríos Rovente, Astrón y Calera por la derecha, y el Rocío por la izquierda. También se le unen los arroyos Riopicote, que se forma en lo alto de Landias y recibe las aguas de otros riachuelos menores; Riomiquillo (que nace en la falda del puerto de Ocerrada y recorre los pueblos de Reliegos, Pilas y La Revilla para morir en el Gándara), y el río Soto o Vallina, que nace en el monte homónimo.
En tiempos pasados había en las orillas de este río doce molinos harineros, una fábrica de harinas y tres ferrerías que aprovechaban sus aguas para su funcionamiento.
Sus aguas se siguen aprovechando para la producción de energía eléctrica en la central de La Gandara, situada a pocos metros de Regules, explotada por Iberdrola, fue puesta en servicio en 1914, está equipada con tres turbinas Pelton y tiene un salto bruto de 375 metros

## Cuevas
El rio esta importante por la presencia de algunas cavidades como Cueto-Coventosa,Tibia-Fresca, Tonio-Cañuela ó cueva del Gándara.